# Sibyl Quinke
Sibyl Quinke (* 1952 in Freiburg im Breisgau) ist eine deutsche Krimi- und Sachbuchautorin.

## Werdegang
Quinke ist promovierte Apothekerin. Als freie Mitarbeiterin schreibt sie für die Bergischen Blätter. Anfangs verfasste sie Märchen, Gedichte und Kurzgeschichten, bis sie auf Krimis umstieg, die sie selbst eher als „Familienromane mit Leiche“ bezeichnet. Für ihre Kriminalgeschichten greift sie auch auf ihr pharmazeutisches Fachwissen zurück. Ebenso spielt das Lokalkolorit ihrer Wahlheimat Wuppertal in diesen Büchern eine sehr wichtige Rolle. Ein Großteil der Titel wird in der edition oberkassel verlegt.
Im Jahr 2016 organisierte sie den Krimitag in Düsseldorf. Sie arbeitet bei der Literaturzeitschrift Karussell mit und ist Mitglied im Verein Mörderische Schwestern und im Syndikat.

## Werke
- Tod am Elisenturm, Düsseldorf 2014
- Tod in der Tuchagentur, Düsseldorf 2015
- Drei tödliche Kugeln, Düsseldorf 2016.
- Mongolei, Düsseldorf 2017
- Der Tod im Flakon, Düsseldorf 2017.
- Tod in der Klingenfabrik, Düsseldorf 2018.
- Glücksorte in Wuppertal, Düsseldorf 2018.